# Народний фольклорно-етнографічний ансамбль «Веснянка»
«Весня́нка» — народний фольклорно-етнографічний ансамбль Київського національного університету імені Тараса Шевченка.
Ансамбль був створений за ініціативи лаборанта геологічного факультету університету Володимира Нероденка у 1957 році. Тоді ж вперше «Веснянка» виступила на університетському огляді художньої самодіяльності в композиції «Ніч під Івана Купала», а вже 8 березня 1958 року комітет комсомолу Київського університету ухвалив рішення про створення фольклорно-етнографічного ансамблю. Учасники колективу самостійно їздили у етнографічні експедиції глухими селами України, Молдови та Білорусі, збирали матеріали для програми ансамблю.
Колектив знімався у таких художніх фільмах як «Тіні забутих предків», «Ой, не ходи, Грицю», «Вечори на хуторі поблизу Диканьки», «Ніч у маю». Неодноразово виступав за кордоном (в Угорщині, колишній Чехословаччині, Югославії, Німеччині, Польщі, Італії, Фінляндії, Туреччині, Греції та ін.).

## Керівники
- Нероденко Володимир Минович — засновник та художній керівник ансамблю протягом 48 років, народний артист України.[3]
- Должиков Олександр Павлович — музичний керівник ансамблю, заслужений артист України.[4]